# Phyllobiini
Tribu
Les Phyllobiini sont une tribu de coléoptères de la famille des Curculionidae (charançons) et de la sous-famille des Entiminae.

## Genres
- Argoptochus Weise, 1883
- Dichorrhinus Desbrochers, 1875
- Metacinops Kraatz, 1862
- Oedecnemidius K.Daniel, 1903
- Parascythopus Desbrochers, 1875
- Phyllobioides Formanek 1923
- Phyllobius Germar, 1824
- Pseudomyllocerus Desbrochers, 1873
- Rhinoscythropus Desbrochers, 1895